# Aiden
Aiden foi uma banda de post-hardcore formada em 2003 em Seattle, Estados Unidos. O nome da banda foi tirado do filme O Chamado. O vocalista William Francis começou na banda como baixista, mas com a saída do antigo vocalista Steve Clemens, William tomou conta dos Vocais.

## Formação final
- Wil Francis - vocal principal, piano (2003-2016), guitarra base (2008-2016), baixo (2003)
- Ian MacWilliams - guitarra solo, vocal de apoio (2012-2016)
- Kenneth Fletcher - baixo, vocal de apoio (2015-2016)
- Ben Tourkantonis - bateria (2015-2016)

## Ex Membros
- Steve Clemens - vocal principal (2003)
- Jake Wambold - guitarra base, vocal de apoio (2003-2008)
- Angel Ibarra - guitarra solo, vocal de apoio (2003-2012)
- Jake Davison - bateria (2003-2011)
- Nick Wiggins - baixo, vocal de apoio (2003-2015)
- Keef West - bateria (2012-2015)

## Discografia
- Our Gang's Dark Oath (2004)
- Nightmare Anatomy (2005)
- Conviction (2007)
- Knives (2009)
- Disguises (2011)

EP's
- Rain In Hell (2006)